# Scandal (série télévisée)
Pour les articles homonymes, voir Scandal.
Scandal (ou Scandale au Québec) est une série télévisée américaine en 124 épisodes de 41 minutes créée par Shonda Rhimes et diffusée entre le 5 avril 2012 et le 19 avril 2018 sur le réseau ABC et en simultané au Canada sur Citytv pour les quatre premières saisons puis sur Netflix le lendemain depuis la cinquième saison.
La série évolue dans le même univers que la série Murder avec notamment un crossover dans l'épisode 12 de la saison 7 de Scandal et dans l'épisode 13 de la saison 4 de Murder.
En France, la série est diffusée depuis le 28 mars 2013 sur Canal+ et sur Canal+ Séries en VOSTFr quelques jours après la diffusion aux États-Unis depuis le 8 octobre 2013, elle est rediffusée en clair depuis le 1er juillet 2014 sur M6, et depuis le 15 décembre 2014 sur Téva. Depuis février 2021, elle est disponible en intégralité dans la section Star de Disney+. 
En Belgique, RTL-TVI la diffuse depuis le 10 avril 2013, en Suisse, elle est diffusée depuis le 4 janvier 2014 sur RTS Un et au Québec, elle est diffusée depuis le 30 janvier 2014 sur Séries+.

## Synopsis
La série raconte la vie professionnelle et personnelle d'une experte en relations publiques, Olivia Pope, particulièrement réputée pour sa gestion des crises (par exemple, effacer toute trace de crimes ou délits) et de son staff, composé d'avocats, d'un expert en litige, d’un ancien espion, ainsi que d'une détective à Washington.

## Distribution

### Acteurs principaux
- Kerry Washington (VF : Marjorie Frantz) : Olivia Pope, directrice du cabinet de gestion de crise Olivia Pope & Associés (saison 1 à 5) ; chef de cabinet de la présidente Grant  (depuis la saison 6) ; commandante du B613 (saison 7)
- Guillermo Díaz (VF : Nessym Guétat) : Huck Finn, ancien agent de la CIA, ancien agent B613.
- Darby Stanchfield (VF : Agnès Manoury) : Abby Whelan, enquêtrice chez Olivia Pope & Associés, puis porte-parole de la Maison-Blanche (à partir de la saison 4), chef de cabinet du président Grant (saison 5 et 6) membre de Quinn Perkins & Associés (depuis la fin de la saison 6)
- Katie Lowes (VF : Céline Melloul) : Quinn Perkins, membre de Olivia Pope & Associés (saison 1 à 6), avocate, ancien agent du B613, directrice de Quinn Perkins & Associés (depuis la fin de saison 6)
- Tony Goldwyn (VF : Philippe Valmont) : Fitzgerald Grant, président des États-Unis (saison 1 à 6), ancien président (depuis la saison 7)
- Jeff Perry (VF : Thierry Wermuth) : Cyrus Beene, chef de cabinet de la Maison-Blanche (saison 1 à 6), vice-président des États-Unis (dans la saison 7)
- Bellamy Young (VF : Claire Guyot) : Melody Margaret « Mellie » Grant, Première dame des États-Unis (saisons 1 à 4), sénatrice (saison 5), présidente des États-Unis (depuis la saison 6) (récurrente saison 1, régulière depuis saison 2)
- Joshua Malina (VF : Patrice Baudrier) : David Rosen, assistant du procureur fédéral, procureur fédéral du district de Columbia puis procureur général des États-Unis (récurrent saison 1, régulier depuis saison 2)
- George Newbern (VF : Thierry Bourdon) : Charlie, ancien agent B613, compagnon de Quinn Perkins (saison 7, récurrent saison 1 à 6)[13]
- Scott Foley (VF : Mathias Kozlowski) : Jake Ballard (récurrent saison 2, régulier depuis saison 3) ancien militaire, ancien agent B613, directeur de la NSA (saisons 6-7) puis chef de cabinet de la Maison-Blanche (saison 7)
- Cornelius Smith Jr. (en) (VF : Sidney Kotto) : Marcus Walker (invité saison 4, régulier depuis saison 5)
- Joe Morton (VF : Jean-Paul Pitolin) : Rowan « Eli » Pope, père d'Olivia et Commandant du programme B613 (régulier saisons 2 à 4, principal depuis mi-saison 5).

Photos des acteurs principaux
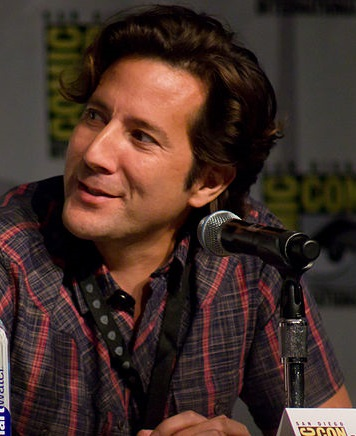
Henry Ian Cusick interprète Stephen Finch.
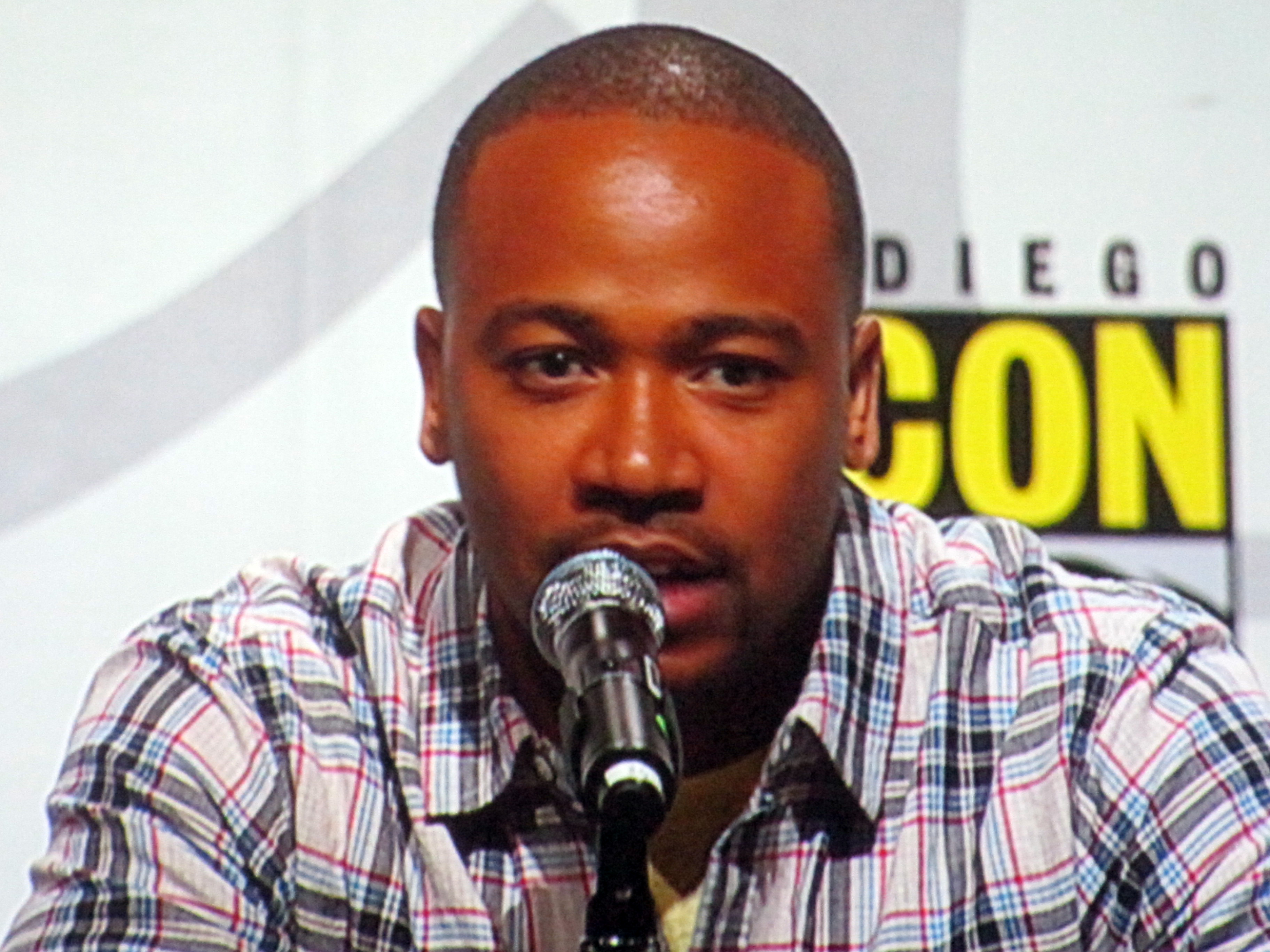
Columbus Short interprète Harrison Wright.
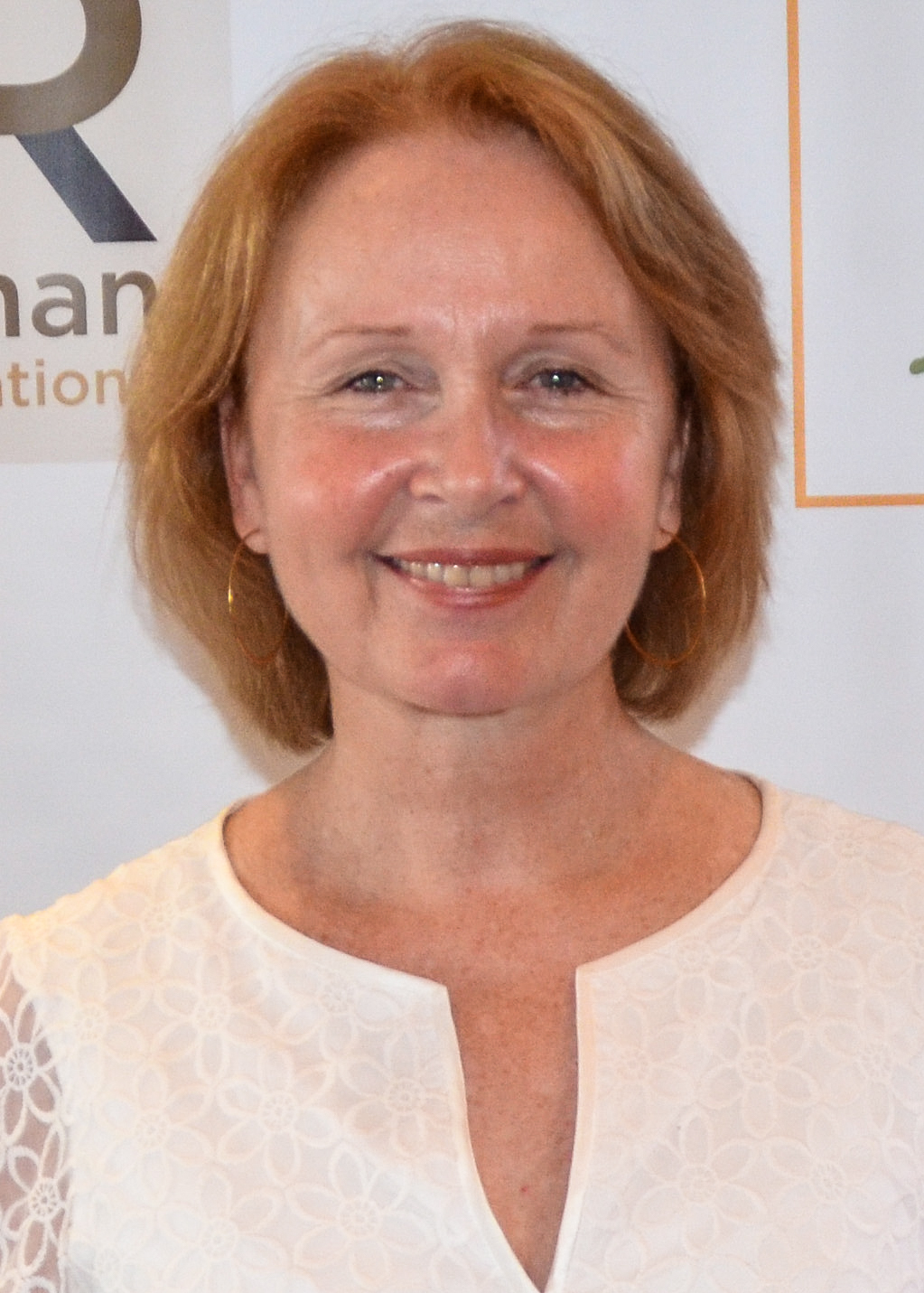
Kate Burton interprète Sally Langston.
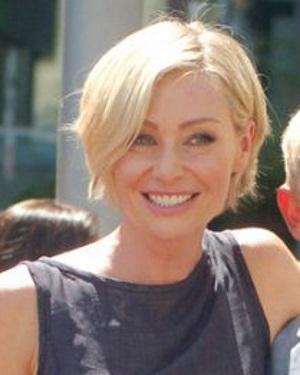
Portia de Rossi interprète Elizabeth « Lizzie Bear » North.

- Kerry Washington interprète Olivia Pope.
- Tony Goldwyn interprète le président des États-Unis.
- Darby Stanchfield interprète Abby Whelan.
- Katie Lowes interprète Quinn Perkins.
- Guillermo Díaz interprète Huck Finn.
- Bellamy Young interprète Mellie Grant, la Première dame des États-Unis.
- Jeff Perry interprète Cyrus Beene, le chef de cabinet de la Maison Blanche.
- Joshua Malina interprète David Rosen, assistant du procureur général des États-Unis.
- George Newbern interprète Charlie.
- Scott Foley interprète le capitaine Jack Ballard (dès la saison 2)
- Joe Morton interprète Rowan « Eli » Pope.

Anciens acteurs principaux
- Henry Ian Cusick (VF : Bruno Choel) : Stephen Finch (principal saison 1, invité saison 4)
- Columbus Short (VF : Frantz Confiac) : Harrison Wright (principal saisons 1 à 3)
- Kate Burton (VF : Évelyne Grandjean) : Sally Langston, vice-présidente des États-Unis puis présentatrice de télévision (régulière saisons 1 à 3, récurrente depuis saison 4)
- Portia de Rossi (VF : Charlotte Marin) : Elizabeth « Lizzie Bear » North (récurrente saison 4, régulière saison 5 et mi-saison 6)

Photos des acteurs principaux
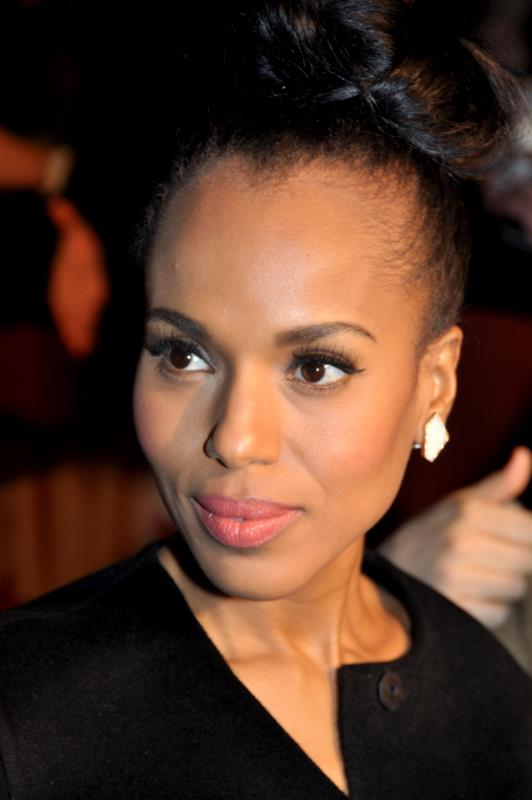
Kerry Washington interprète Olivia Pope.
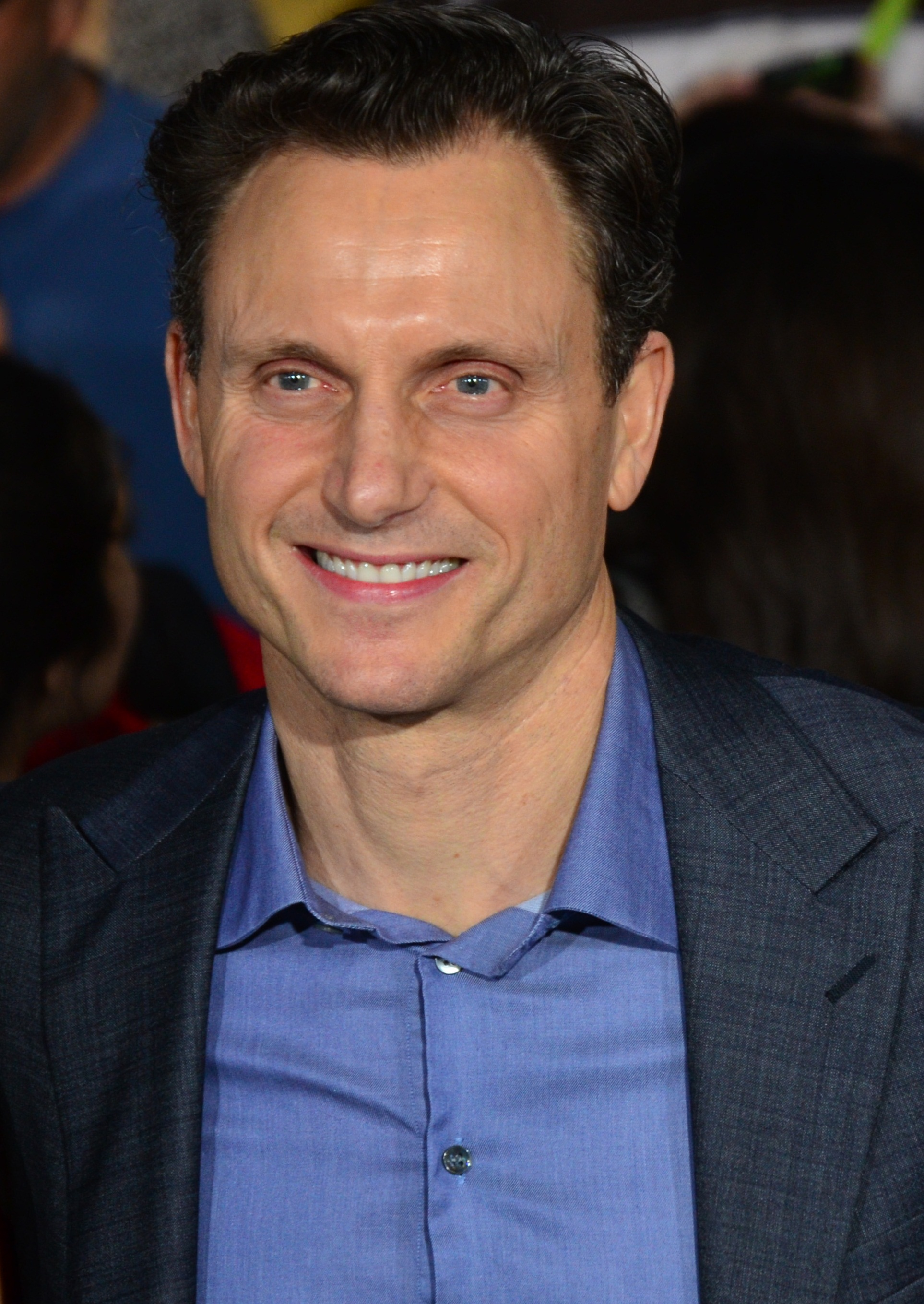
Tony Goldwyn interprète le président des États-Unis.
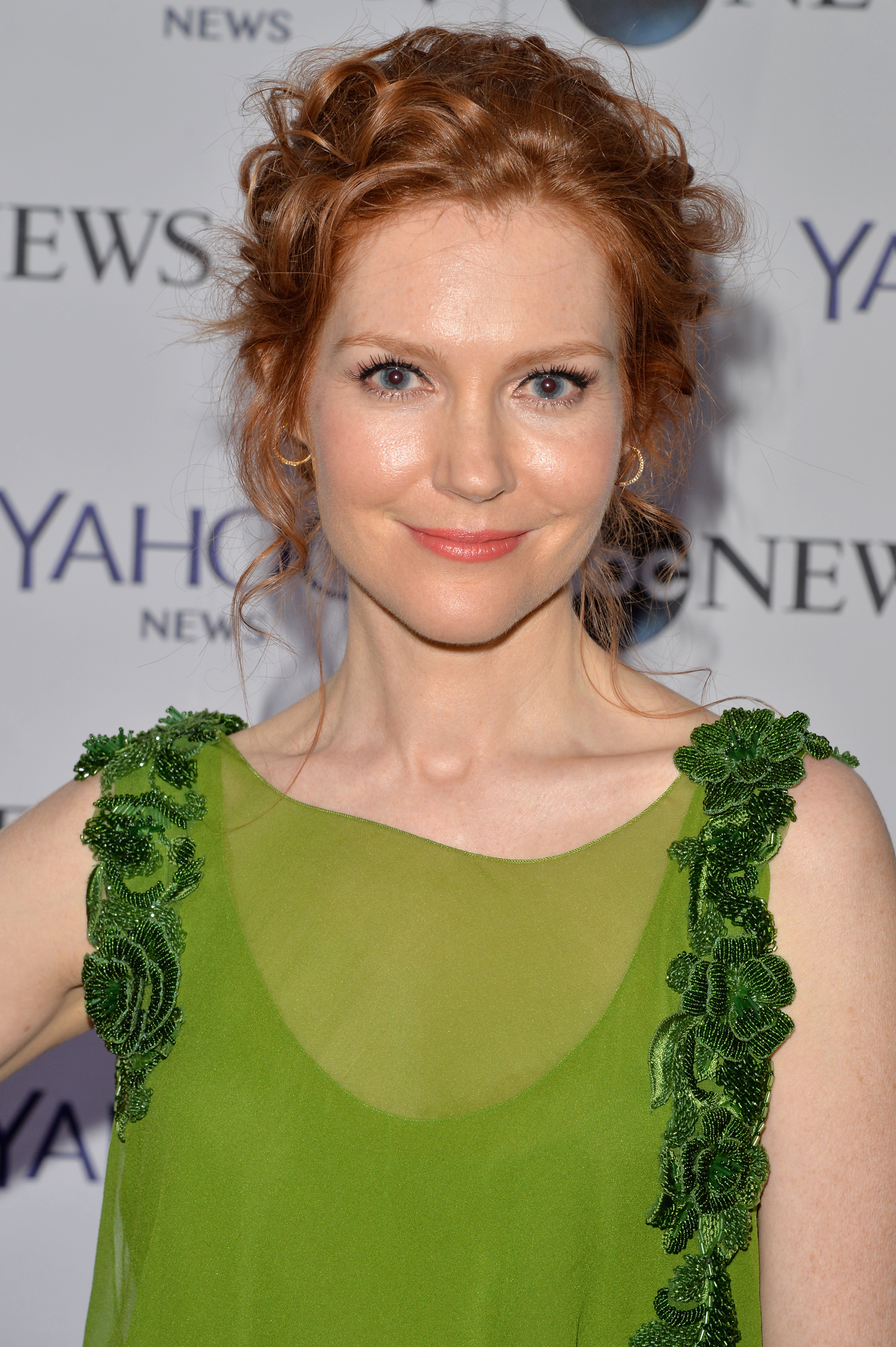
Darby Stanchfield interprète Abby Whelan.
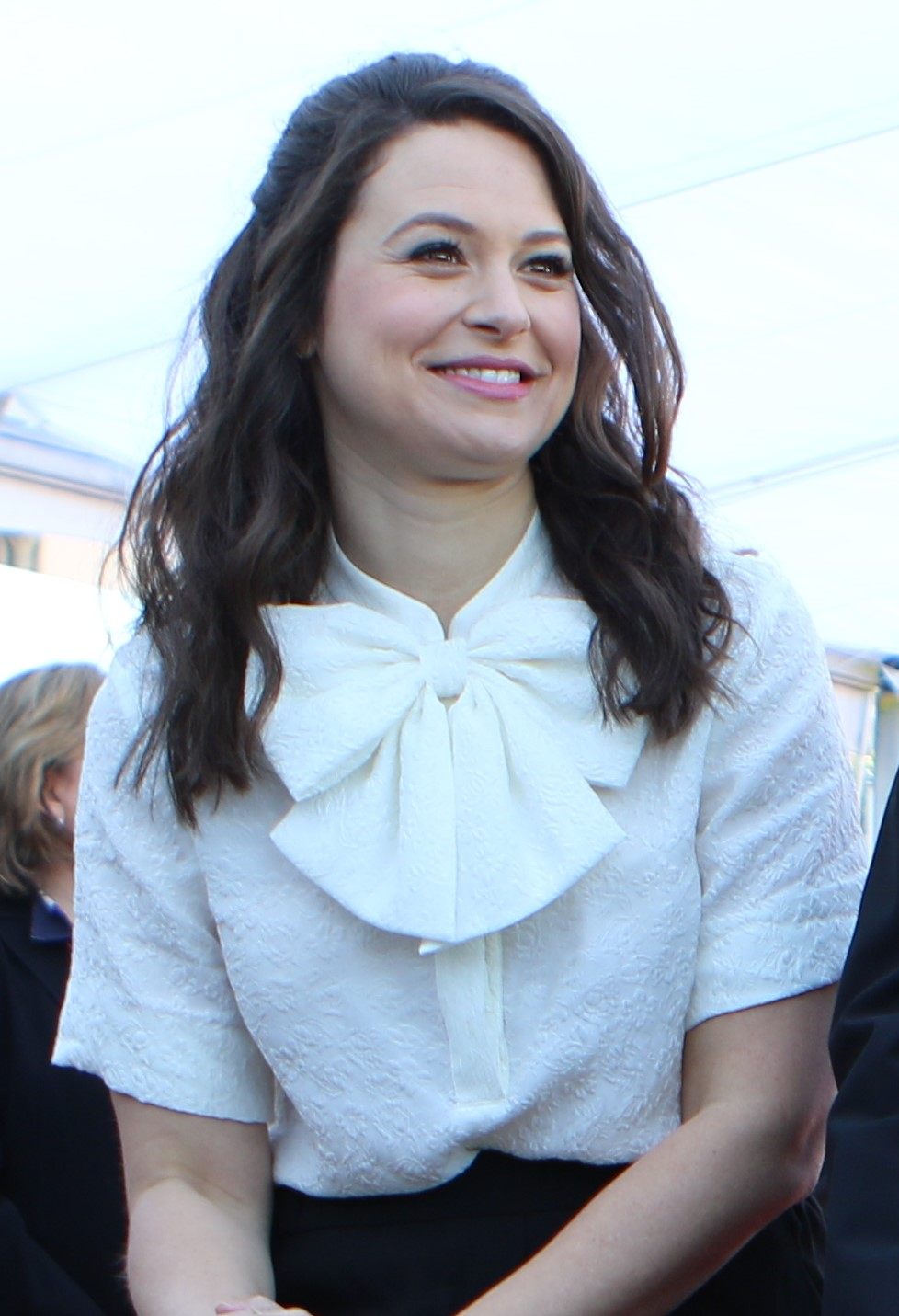
Katie Lowes interprète Quinn Perkins.
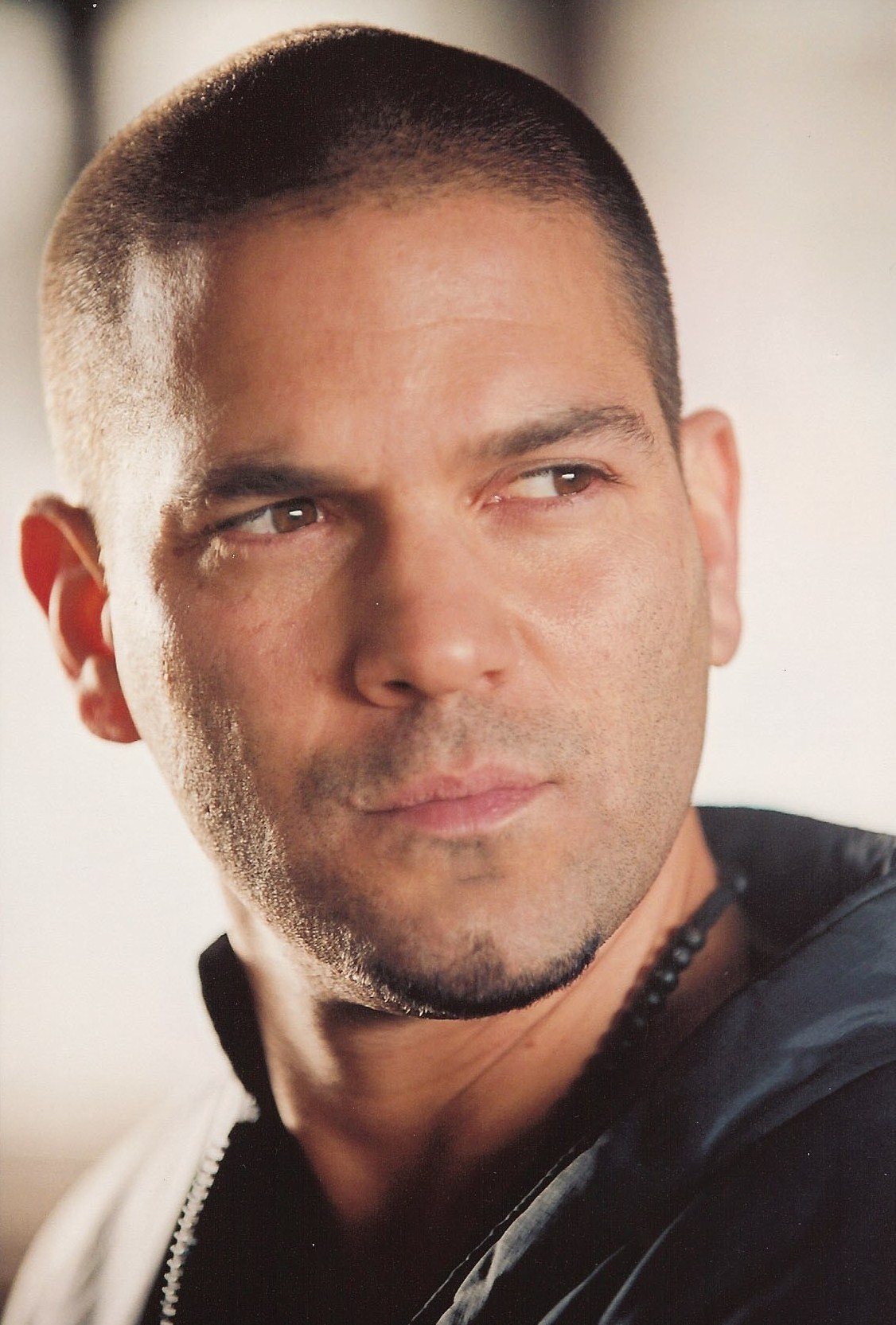
Guillermo Díaz interprète Huck Finn.
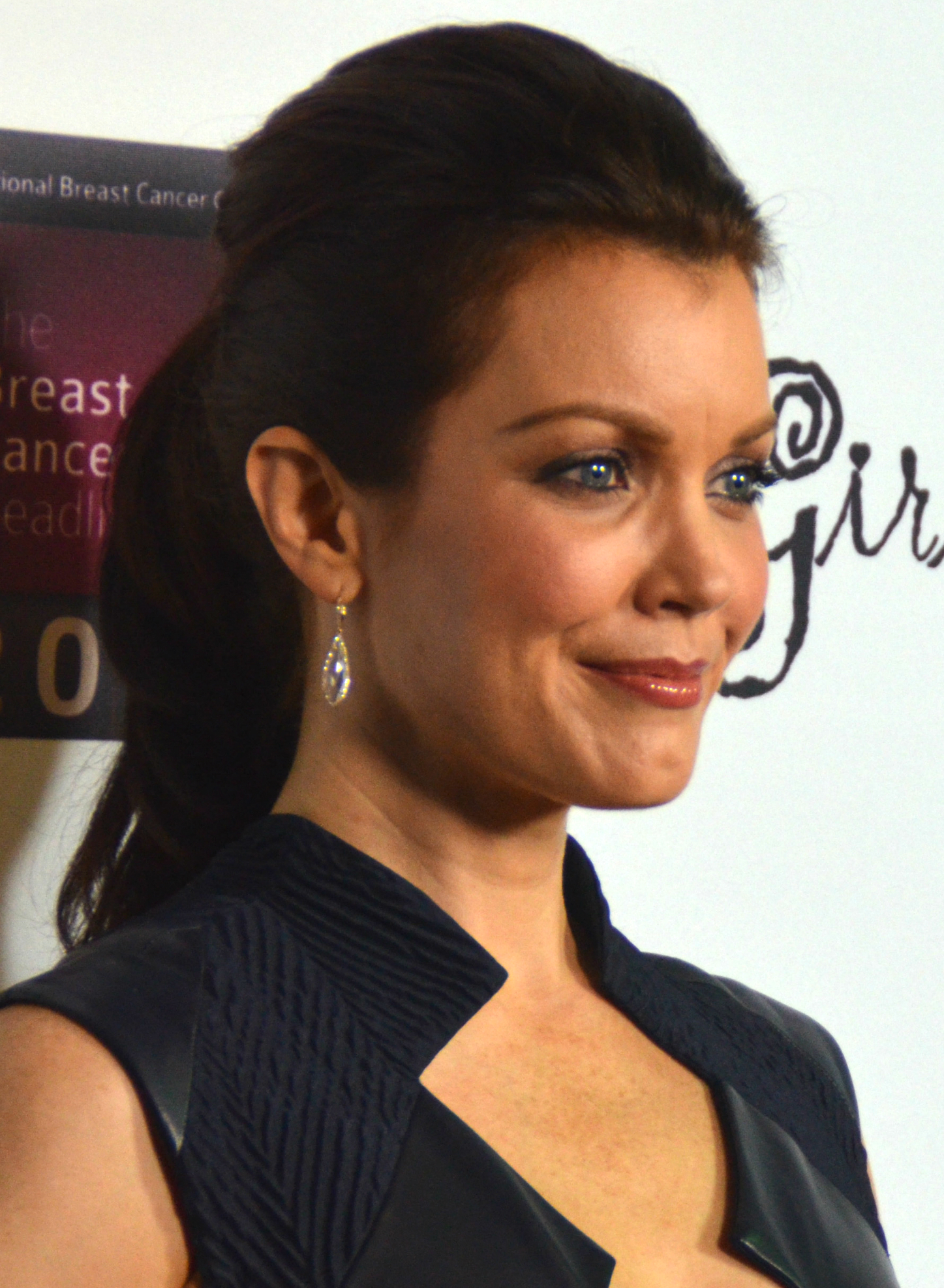
Bellamy Young interprète Mellie Grant, la Première dame des États-Unis.
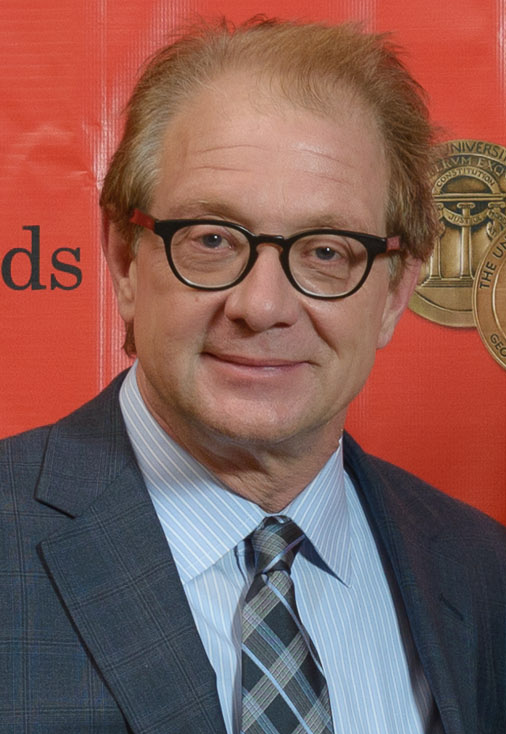
Jeff Perry interprète Cyrus Beene, le chef de cabinet de la Maison Blanche.
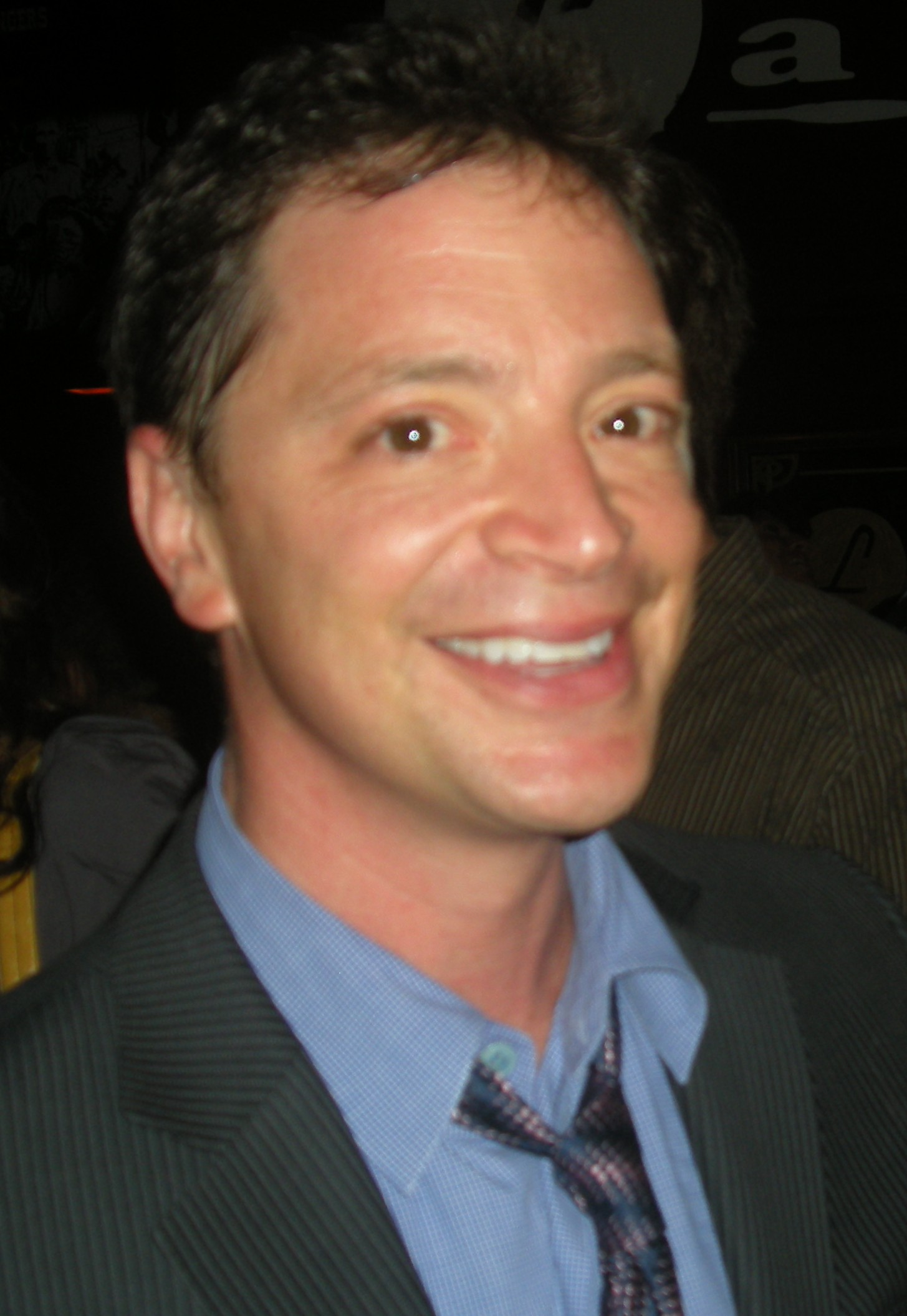
Joshua Malina interprète David Rosen, assistant du procureur général des États-Unis.
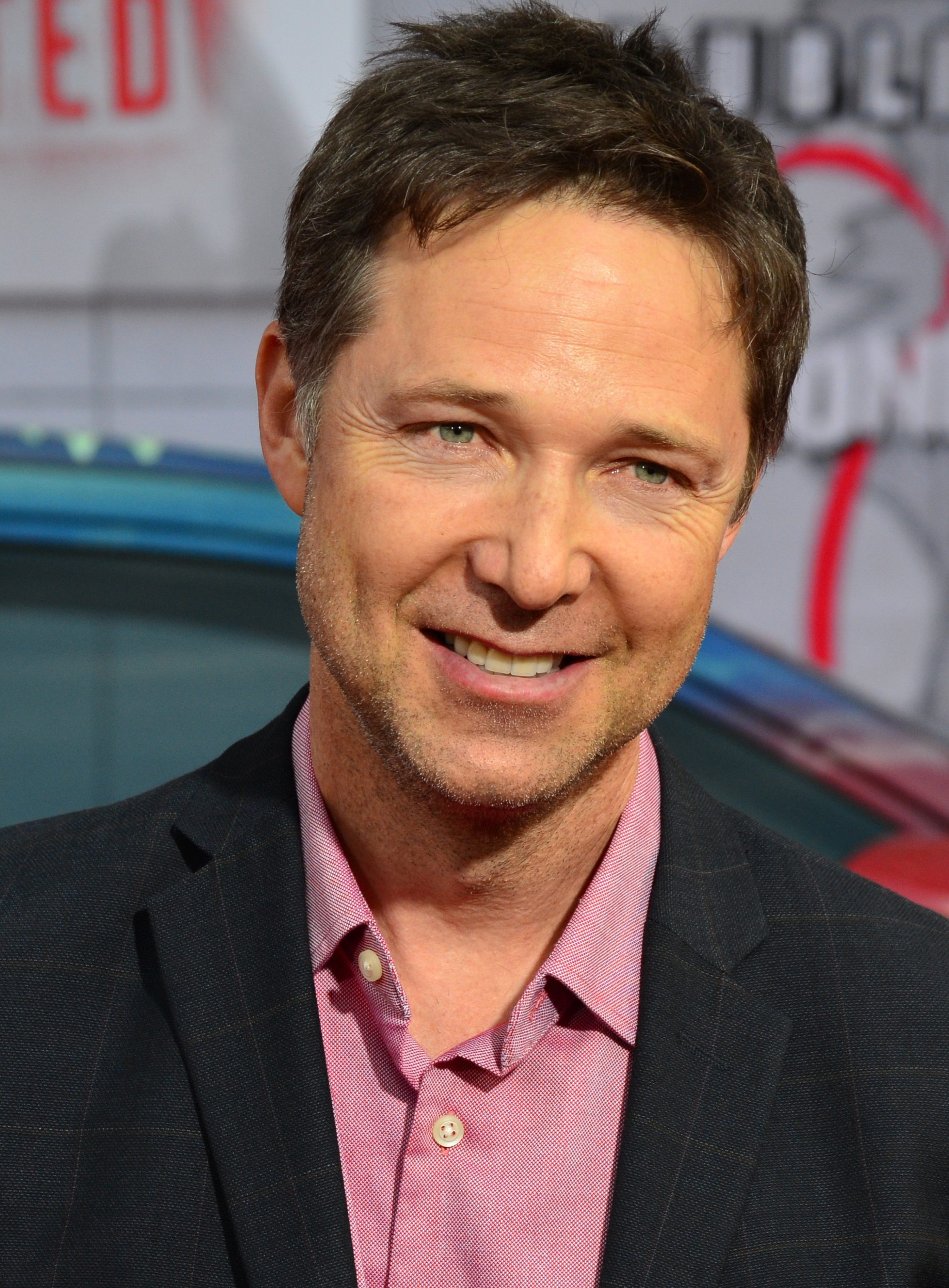
George Newbern interprète Charlie.
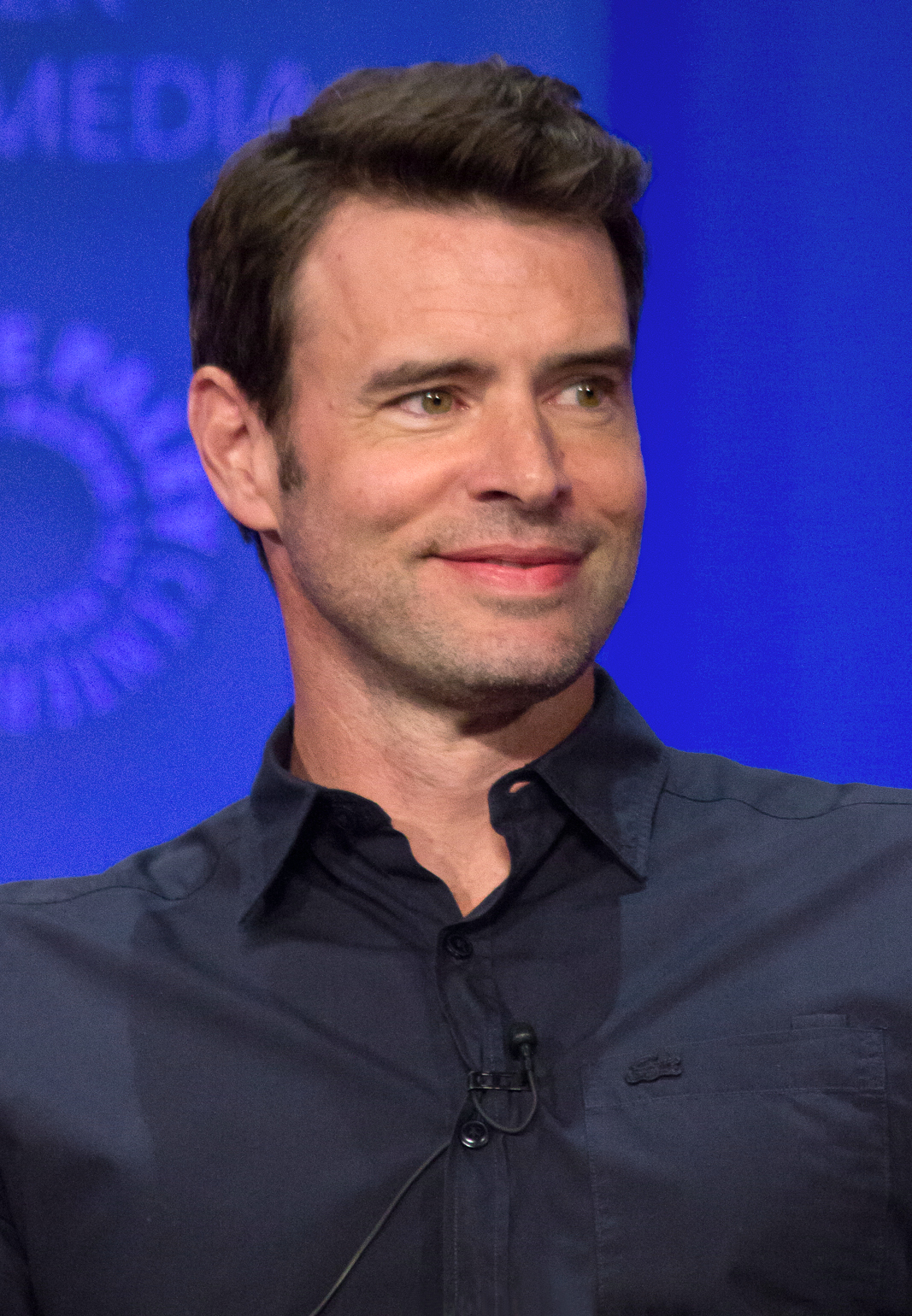
Scott Foley interprète le capitaine Jack Ballard (dès la saison 2)
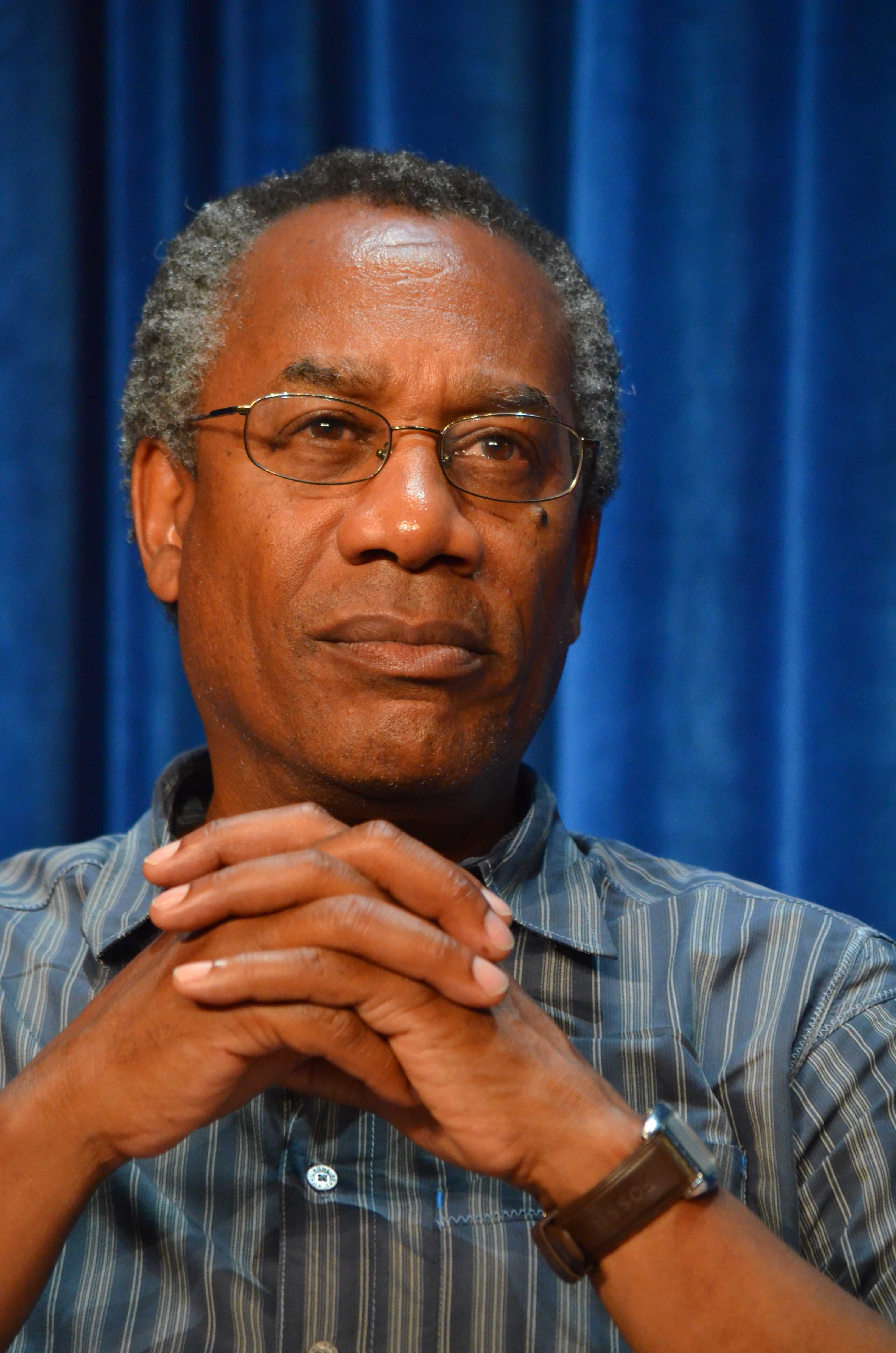
Joe Morton interprète Rowan « Eli » Pope.

- Henry Ian Cusick interprète Stephen Finch.
- Columbus Short interprète Harrison Wright.
- Kate Burton interprète Sally Langston.
- Portia de Rossi interprète Elizabeth « Lizzie Bear » North.

### Acteurs récurrents
- Brian Letscher (VF : Tanguy Goasdoué) : Tom Larsen
- Artemis Pebdani (en) (VF : Véronique Alycia) : Susan Ross, vice-présidente des États-Unis (saison 4 et 5)
- Matthew Del Negro (VF : Serge Faliu) : Michael Ambruso (saisons 4 à 6)
- Ricardo Chavira (VF : Bernard Gabay) : Gouverneur Francisco Vargas, candidat à la présidence des États-Unis (saisons 5 et 6)
- Joelle Carter (saison 5) (VF : Virginie Kartner) puis Jessalyn Gilsig (VF : Virginie Kartner) : Vanessa Moss (saison 6 à 7)
- Gregg Henry (VF : Gabriel Le Doze) : Hollis Doyle (saisons 2 et 5, invité saison 3)
- Norm Lewis (VF : Daniel Lobé) : Le sénateur Edison Davis (saisons 2 et 5, invité saison 3)
- Paul Adelstein (VF : Boris Rehlinger) : Leo Bergen (saisons 3 à 5)
- Erica Shaffer : Journaliste (saisons 2 à 5)
- Mackenzie Astin (en) (VF : Damien Boisseau) : Noah Baker (saisons 3 à 5)
- Jon Tenney (VF : Jean-Philippe Puymartin) : Andrew Nichols, vice-président des États-Unis (saisons 3 et 4, invité saison 5)
- Brian J. White (VF : Namakan Koné) : Franklin Russell (saison 4, invité saison 5)
- Mia Maestro (VF : Barbara Beretta) : Elise Martin (saison 5)
- John Prosky (VF : Serge Blumenthal) : Sénateur Gibson (saison 5)
- Rose Abdoo (en) (VF : Zaïra Bendadis) : Sénatrice Linda Moskowitz (saison 5)
- Romy Rosemont : Patty Snell (saison 5)
- Annabeth Gish (VF : Véronique Augereau) : Lillian Forrester (saison 5)
- Danny Pino (VF : Xavier Fagnon) : Alejandro « Alex » Vargas (saison 5)
- Dan Bucatinsky (VF : Nicolas Djermag) : James Novak (saisons 1 à 3, invité saison 4)
- Sharmila Devar (en) : Lauren Wellman, secrétaire de Fitz (Saisons 2 à 4)
- Khandi Alexander (VF : Annie Milon) : Maya Lewis / Marie Wallace (saisons 3 à 7)
- Madeline Carroll (saison 3) puis Mary Mouser : Karen Grant (invitée saison 4)
- Jasika Nicole : Kim Munoz (saison 4)
- Jason Butler Harner (VF : Yann Guillemot) : Ian Woods / Ian McLeod (saison 4)
- Chad Donella (VF : Laurent Morteau) : Gus (saison 4)
- Tom Amandes (VF : Bernard Lanneau) : Le gouverneur Samuel Reston (saisons 2 et 3)
- Samantha Sloyan (VF : Pascale Chemin) : Jeannine Locke (saisons 2 et 3, invitée saison 1)
- Nazanin Boniadi (VF : Chantal Baroin) : Adnan Salif (saison 3)
- Mark Moses (VF : Luc Bernard) : membre du Congrès Jim Struthers (saison 3)
- Jack Coleman (VF : Hervé Jolly) : Daniel Douglas Langston (saison 3)
- Lisa Kudrow (VF : Michèle Lituac) : Josephine Marcus, candidate démocrate à la présidence des États-Unis (saison 3)
- Dylan Minnette : Fitzgerald « Jerry » Grant IV (saison 3)
- Sally Pressman (VF : Sauvane Delanoë) : Candace Marcus (saison 3)
- Carlo Rota (VF : Gilles Morvan) : Ivan (saison 3)
- Matt Letscher (VF : Renaud Marx) : Billy Chambers (saisons 1 et 2)
- Brenda Song (VF : Nathalie Bienaimé) : Alissa (saison 2, invitée saison 1)
- Debra Mooney (VF : Françoise Petit) : Verna Thornton (saison 2)
- Susan Pourfar (VF : Laura Zichy) : Becky Flynn (saison 2)
- Kurt Fuller (VF : Michel Prud'homme) : Grayden Osborne (saison 2)
- Brendan Hines (VF : Jean-Pierre Michael) : Gideon Wallace (saison 1)
- Liza Weil (VF : Caroline Pascal) : Amanda Tanner (saison 1)
- Troy Winbush (VF : Gilles Morvan) : Morris Elcott (saison 1, invité saisons 2 et 3)

- Version française
  - Société de doublage : Dubbing Brothers[14],[15]
  - Direction artistique : Perrette Pradier[14] (saison 1) - Ninou Fratellini (Depuis saison 2)[14]
  - Adaptation des dialogues : Jennifer Laguens, Adèle Masquelier et Ghislaine Gozès[14]

 Source et légende : version française (VF) sur RS Doublage et Doublage Séries Database

## Production

### Développement
Le projet a débuté en novembre 2010, inspiré par le travail de Judy Smith (en), consultante en relations publiques et gestion de crises. ABC a commandé le pilote un mois plus tard. Paul McGuigan a été choisi pour réaliser le pilote. Le projet a changé de nom pour In Crisis, puis Damage Control.
Le 13 mai 2011, ABC a commandé la série sous son titre actuel, puis annoncé quatre jours plus tard que la série sera diffusée à la mi-saison. Le 10 janvier 2012, ABC a annoncé la date de début de la série.
Le 11 mai 2012, la série a été renouvelée pour une deuxième saison, de 22 épisodes.
Le 10 mai 2013, la série a été renouvelée pour une troisième saison. Le 6 décembre 2013, ABC réduit le nombre d'épisodes de la troisième saison de 22 à 18 épisodes, la grossesse de Kerry Washington étant la raison la plus plausible.
Le 8 mai 2014, la série a été renouvelée pour une quatrième saison, de 22 épisodes.
Le 7 mai 2015, ABC renouvelle la série pour une cinquième saison, de 21 épisodes.
Le 3 mars 2016, ABC annonce le renouvellement de la série pour une sixième saison. Ensuite le 3 mai 2016, le site TV Line annonce que la sixième saison se composera de seize épisodes au lieu des 22 initialement prévues, en raison de la deuxième grossesse de Kerry Washington.
Le 17 mai 2016, lors des Upfronts 2016, ABC annonce que la sixième saison sera lancée début 2017. En janvier 2017, son retour est annoncé pour le 26 janvier 2017.
Le 10 février 2017, ABC annonce la reconduction de la série pour une septième saison, qui sera la dernière.
Le 3 janvier 2018, Shonda Rhimes la productrice et créatrice de la série, a annoncé sur Instagram, via un cliché du texte ou l'on voit le prénom d'Olivia Pope (Kerry Washington) et celui d'Annalise Keating (Viola Davis), que la série ferait son premier crossover avec la série Murder (How To Get Away With Murder).

### Casting
Les rôles ont été attribués dans cet ordre : Kerry Washington et Columbus Short, Henry Ian Cusick et Katie Lowes, Guillermo Díaz, Tony Goldwyn, Jeff Perry, Darby Stanchfield et Liza Weil.
Le 12 juin 2012, Shonda Rhimes annonce que Henry Ian Cusick ne reviendra pas dans la série, car elle estimait qu'il n'y avait pas d'histoire intéressante à lui faire jouer et qu'elle ne voyait aucune raison de le retenir ; Joshua Malina a alors été promu régulier dans la série.
Le 25 avril 2014, il est confirmé que l'acteur Columbus Short ne fera pas partie de la distribution de la quatrième saison ; accusé de violences conjugales, il affirme entre autres avoir perdu la garde de sa petite fille.
Le 23 juin 2014, il est révélé que Portia de Rossi, participera à la quatrième saison dans un rôle récurrent. Le 14 mai 2015, elle a été promue à la distribution principale de la cinquième saison.
Le 7 juillet 2015, ABC annonce le retour de Cornelius Smith Jr. (en) dans la cinquième saison en acteur régulier après avoir participé à deux épisodes de la saison 4.
Début février 2016, Ricardo Chavira et Annabeth Gish rejoignent la cinquième saison dans des rôles récurrents.
Le 3 mars 2016, Danny Pino est annoncé pour participer à un arc de plusieurs épisodes au cours de la cinquième saison.

### Tournage
La série est tournée à Los Angeles, en Californie, aux États-Unis.

### Fiche technique
- Titre original et français : Scandal
- Titre québécois : Scandale
- Créateur : Shonda Rhimes
- Réalisation : Roxann Dawson, Tom Verica et Shonda Rhimes
- Scénario : Shonda Rhimes
- Direction artistique : George Edman
- Décors : Lisa K. Sessions
- Costumes : Lyn Paolo
- Photographie : Justin M. Lubin
- Montage : Gregory T. Evans	et Matthew Ramsey
- Musique : Chad Fischer
- Casting : Andrew Mackin et Jamie Castro
- Production exécutive : Betsy Beers et Shonda Rhimes
- Société de production : ABC Studios
- Sociétés de distribution : ABC (États-Unis)
- Pays d'origine :  États-Unis
- Langue originale : anglais
- Format : couleur - 1,78:1 - son Dolby Digital
- Genre : Dramatique, Judiciaire
- Durée : 42 minutes

 Sauf indication contraire, les informations mentionnées dans cette section peuvent être confirmées par la base de données cinématographiques IMDb,  présente dans la section « Liens externes ».

### Diffusion internationale
- En version originale
 États-Unis : 5 avril 2012 sur ABC
 Canada : 5 avril 2012 sur Citytv
 Royaume-Uni : 25 octobre 2012 sur Channel 4
 Australie : 15 octobre 2012 sur Seven Network
En version française
 France : 28 mars 2013 sur Canal+ et le 1er juillet 2014 sur M6
 Belgique : 10 avril 2013 sur RTL-TVI
 Suisse : 4 janvier 2014 sur RTS Un
 Québec : 30 janvier 2014 sur Séries+
 Afrique: sur Canal+ Afrique

## Épisodes
| Saison | Saison | Épisodes | Diffusion originale | Diffusion originale |
| Saison | Saison | Épisodes | Début de saison     | Fin de saison       |
| ------ | ------ | -------- | ------------------- | ------------------- |
|        | 1      | 7        | 5 avril 2012        | 17 mai 2012         |
|        | 2      | 22       | 27 septembre 2012   | 16 mai 2013         |
|        | 3      | 18       | 3 octobre 2013      | 17 avril 2014       |
|        | 4      | 22       | 25 septembre 2014   | 14 mai 2015         |
|        | 5      | 21       | 24 septembre 2015   | 12 mai 2016         |
|        | 6      | 16       | 26 janvier 2017     | 18 mai 2017         |
|        | 7      | 18       | 5 octobre 2017      | 19 avril 2018       |

### Première saison (2012)
Résumé
La première saison de Scandal introduit Olivia Pope (Kerry Washington) et les différents membres de son cabinet. Elle présente aussi le Président des États-Unis, Fitzgerald Grant III (Tony Goldwyn) et son chef de cabinet Cyrus Beene (Jeff Perry). La saison se concentre sur la vie des membres de l'équipe et sur la relation entre Olivia et le Président (son ancien employeur). L'équipe de « Liv » résout différentes affaires dont le mystère autour d'Amanda Tanner (Liza Weil) et du Président qui ont eu une liaison.

### Deuxième saison (2012-2013)
Résumé
Il y a une tentative d'assassinat du président Fitzgerald Grant. Pendant qu'il est à l'hôpital, Sally Langston (Kate Burton) devient présidente, au grand désarroi de Cyrus. Après avoir survécu, « Fitz » décide de divorcer d'un mariage avec Mellie Grant (Bellamy Young) qui battait de l'aile depuis longtemps. Alors que Mellie est enceinte de 8 mois, elle demande au médecin de déclencher l'accouchement (dans l'optique de sauver son couple et pour que Fitz ne veuille plus divorcer).
Huck (Guillermo Díaz) est arrêté pour tentative d'assassinat à cause d'un coup monté par sa petite amie Becky (Susan Pourfar). Après que David (Joshua Malina) a permis à Huck de sortir de prison, l'équipe d'Olivia monte une stratégie pour que Becky soit arrêtée par la police.
Verna (Debra Mooney), qui était dans l'équipe de campagne de Fitz, est sur le point de décéder. Alors que Fitz lui rend visite à l'hôpital, elle lui avoue que les élections présidentielles ont été truquées pour qu'il devienne président. En effet, Mellie, Cyrus, Verna, Hollis Doyle et surtout Olivia Pope, ont décidé de truquer une machine électronique de vote, dans le comté de Defiance alors fondamental pour la victoire. Fitz se sent trahi et met fin à sa liaison avec « Livy ».
En parallèle, l'équipe d'Olivia enquête pour trouver une taupe à la Maison Blanche, qui a permis la fuite d'informations confidentielles. Olivia apprend à connaître le Capitaine Jake Ballard (Scott Foley), qui travaille avec le chef de B613, Rowan (Joe Morton). En vérité, c'est Rowan qui a donné l'ordre à Jake, de se rapprocher d'Olivia.
À la fin de la saison, Mellie donne à Fitz un ultimatum : soit il lui devient fidèle, soit elle révèle à la télévision nationale qu'il a une liaison (sans dire que c'est avec Olivia). Fitz choisit Olivia, Mellie révèle l'affaire. Pendant que Fitz annonce qu'il commence sa deuxième campagne présidentielle pour être réélu, l'équipe d'Olivia continue d'enquêter pour trouver la taupe de la Maison Blanche. Huck tente de capturer Charlie (George Newbern), qui va révéler l'identité de la taupe : Billy Chambers (Matt Letscher). Ils comprennent que Billy travaille avec David qui a volé la carte « Cyron » (seule preuve qui montre que les élections ont été truquées). Mais en fait, David a donné la carte à Cyrus qui lui promet en échange, de devenir procureur des États-Unis (l'équivalent de ministre de la Justice). Le nom d'Olivia fuite dans la presse comme étant la maîtresse de Fitz. On apprend également que Rowan est le père d'Olivia.

### Troisième saison (2013-2014)
Résumé
À la suite de la révélation médiatique de la liaison entre Olivia et Fitz, Olivia Pope & Associates ont des problèmes financiers car tous les clients licencient l'équipe de Livvie (Olivia Pope). La firme accepte donc de « nouveaux » clients pour être capable de payer les impôts. Rowan devient de plus en plus impliqué dans la vie d'Olivia. Elle va pousser Huck et Jake, à enquêter sur le B613. Ils découvrent que durant une opération militaire qui s'appelle « Opération Remington », Fitz a tiré sur un avion commercial qui volait au dessus de l'Islande. Il y a eu 300 victimes dont la mère d'Olivia. Déterminé à connaître la vérité sur cette affaire, la firme d'Olivia enquête sur Rowan et découvre qu'un passager a été retiré du vol par un agent fédéral, juste avant que l'avion ne décolle.
Quinn (Katie Lowes) commence à traîner avec Charlie, qui lui tend un piège pour qu'elle tue un garde de sécurité qui a vu qu'un agent fédéral a retiré un passager de l'avion avant le décollage. Au vu du non-professionnalisme de Quinn, Huck découvre qu'elle a tué le garde de sécurité puis la torture pour avoir des informations. Elle quitte la firme. 
Pendant ce temps, Fitz doit faire face à différents problèmes lorsque la députée Joséphine « Josie » Marcus (Lisa Kudrow) est bien partie pour gagner les primaires du parti Démocrate contre le sénateur Samuel Reston (Tom Amandes) et devenir la première femme présidente des États-Unis. Cyrus fait de son mieux pour trouver des ragots sur Josie pour ruiner sa campagne mais il échoue. 
Après qu'Olivia découvre que Fitz a détruit l'avion et qu'il est donc responsable de la mort de sa mère, elle refuse d'être la manager de la campagne de réélection de Fitz et devient la manager de Josephine Marcus. En même temps, Sally annonce qu'elle se présente aux élections présidentielles en étant indépendante. Fitz choisit le gouverneur de Californie Andrew Nichols (Jon Tenney) pour être son nouveau vice-président durant la campagne présidentielle. Nichols commence une liaison avec la Première Dame, Mellie. 
La campagne prend un nouveau tournant lorsque Sally, accablée par la culpabilité d'avoir tué son mari Daniel (Jack Coleman), a failli révéler la vérité durant un débat présidentiel. Cyrus demande à Jake de l'aider à protéger ce secret. C'est en effet ce que fait Jake en tuant James (Dan Bucatinsky) pour éviter qu'il révèle l'implication de Cyrus (qui a aidé Sally à cacher le crime). 
Les enfants de Fitz, Jerry (Dylan Minnette) et Karen Grant (Madeline Carroll) viennent à la Maison Blanche pour une interview mais Olivia se rend rapidement compte qu'ils ne sont pas en bons termes avec leurs parents.

### Quatrième saison (2014-2015)
Résumé
Après le décès d'un ami proche, Olivia, qui était alors en vacances sur une île avec Jake, revient à Washington D.C. Elle est sous le choc lorsqu'elle découvre l'état de sa firme OPA. La première partie de la saison se concentre sur l'arrestation de Jake pour avoir tué Jerry Grant, le fils de Fitz, après que Rowan ait forcé Tom (Brian Letscher) à nommer Jake comme l'opérateur de l'attaque. Rowan continue à faire croire à tout le monde que Jake est coupable. Après avoir forcé Tom à révéler que le réel opérateur de l'assassinat est Rowan, Fitz, Jake et Olivia élaborent un plan pour arrêter Rowan. Malheureusement, le plan ne fonctionne pas car Rowan détruit le B613 et commence à tuer tous les agents. Olivia tente de tuer Rowan lorsqu'elle se retrouve en face de lui, mais il arrive à s'enfuir.
Abby (Darby Stanchfield) est maintenant la porte-parole de la Maison Blanche et se bat pour gagner le respect de Cyrus et Fitz qui n'ont pas beaucoup de considération pour elle comme le montre le fait qu'ils l'appellent « Red » (car elle est rousse) et non Abby. Dans la suite de la saison, Abby est encore plus stressée dans son travail car elle doit faire face à la présence de son ex-mari qui la battait, qui vient d'être nommé sénateur de l'Etat de Virginie. Elle engage Leo Bergen (Paul Adelstein) pour l'aider à ruiner la campagne de son ancien mari. Quinn est restée en contact avec Abby et Huck et essaye désormais de trouver Olivia. Mellie est anéantie par la mort de son fils Jerry. Elle découvre qu'il a été tué car on lui a délibérément administré une bactérie. Plus tard, après avoir eu une liaison avec Nichols, Mellie découvre sa vraie nature lorsqu'il la menace de tout révéler à la presse. 
À la fin de la saison, un grand jury est rassemblé par David concernant les meurtres commis par le B613. David et OPA étudient l'affaire et découvrent que Rowan est responsable de tout. Il est le « commandant ». Rowan fait du chantage à Mellie pour qu'elle lui donne les noms des membres du grand jury. Elle cède puis se sent responsable lorsqu'elle apprend qu'ils ont tous été tués. Cyrus découvre la vérité mais ne dit rien à Fitz. Après avoir écouté les conseils de Maya (Khandi Alexander), Olivia et Jake décident de révéler l'existence du B613 à la CIA mais ils échouent. Ils piègent donc Rowan pour qu'il soit vu comme coupable de détournement de fonds dans le musée dans lequel il travaille. Plus tard, Fitz découvre la vérité concernant les agissements de Mellie et de Cyrus. Il les oblige à partir de la Maison Blanche. Elizabeth prend la place de Cyrus comme chef de Cabinet. Dans la dernière scène, Fitz retrouve Olivia.

### Cinquième saison (2015-2016)
Résumé

### Sixième saison (2017)
Résumé

### Septième saison (2017-2018)
Résumé

## Accueil

### Audiences

#### Aux États-Unis
Le 5 avril 2012, ABC diffuse l’épisode pilote qui parvient à rassembler 7,33 millions de téléspectateurs avec un taux de 2 % sur les 18-49 ans. Au fil des semaines les audiences stabilisent autour des 7 millions de téléspectateurs jusqu'au final qui réalise une audience similaire au pilote avec un taux de 2,3 % sur les 18-49 ans. Cette courte saison réunit en moyenne 8 millions de téléspectateurs.
Ensuite lors de son retour pour sa deuxième saison le 27 septembre 2012, la série réunit 6,74 millions de téléspectateurs avec un taux de 2,1 % sur les 18-49 ans. Puis les audiences déclinent jusqu’à l'épisode 8 qui réunit 7,39 millions de téléspectateurs et un taux de 2,5 %. Lors de son retour en janvier 2013 la série continue dans son élan en réalisant des scores qui avoisinent les 8 millions de téléspectateurs. Le record d'audience est atteint lors du final de la saison qui rassemble 9,12 millions de téléspectateurs et un taux de 3,2 %. Cette deuxième saison parvient à faire mieux que la première saison en réunissant en moyenne 8,4 millions de téléspectateurs.
Le 3 octobre 2013, le premier épisode de la saison 3 réalise le meilleur démarrage de la série et pulvérise le record détenu par le final de la saison 2 en réunissant 10,52 millions de téléspectateurs avec un taux de record de 3,6 % sur la cible fétiche des annonceurs. Puis semaine après semaine la série rassemble près de 9 millions de téléspectateurs jusqu'à la finale de la saison qui explose une nouvelle fois le record détenu par la première de la saison en rassemblant 10,57 millions de téléspectateurs. Ainsi la saison a réuni en moyenne 12 millions de téléspectateurs ce qui fait de cette saison la plus suivie .
Le 25 septembre 2014, le premier épisode de la quatrième saison, réalise le record d'audience historique de la série ainsi que son meilleur retour avec 11,96 millions de présent et un taux de record de 3,8 %, sur les 18/49 ans. Ensuite, les audiences diffusées durant l'automne se stabilisent aux alentours des 10 millions d'assidus, jusqu'au final automnale qui réunit 10,48 millions de téléspectateurs, avec un taux de 3,6 %. La première partie de la saison a réuni en moyenne 10,10 millions de fidèles, soit une hausse de 1 million de téléspectateurs comparé aux épisodes diffusées l'automne précédent. Puis lors de son retour en janvier 2015, la série revient devant 10,48 millions de fidèles soit le second meilleur score de la saison. Cependant lors de la seconde partie de la saison, les audiences déclinent en rassemblant en moyenne 8,30 millions de téléspectateurs. La moyenne de la quatrième saison s'établit à 12,66 millions de téléspectateurs, ce qui fait de cette saison la plus suivie.
Le 24 septembre 2015, la série entame sa cinquième saison devant 10,25 millions de fidèles et un taux de 3,3 % sur les 18/49 ans. La saison subit une forte érosion de son audience, en établissant ses plus bas historiques en descendant sous les 6 millions de fidèles comme lors du douzième épisode qui effectue la pire audience de la série avec 5,85 millions de présent et réalise son plus mauvais final avec 6,65 millions de téléspectateurs. La cinquième saison a réuni en moyenne 10,68 millions de téléspectateurs une perte de 2 millions de fidèles sur un an.
La sixième saison s'entame plus tard que les précédentes le 26 janvier 2017 avec 7,62 millions de téléspectateurs et continue dans la même lancée en perdant rapidement une bonne partie de son audience. L'épisode final réalise le plus mauvais score de la saison avec 5,23 millions de téléspectateurs. La saison 6 réunit en moyenne 8,16 millions de téléspectateurs
| Saison | Nombre d'épisodes | Jour et heure de diffusion                       | Diffusion originale sur ABC | Diffusion originale sur ABC | Année     | Audience moyenne (en millions) | Audience moyenne (en millions) | Audience moyenne (en millions) |
| Saison | Nombre d'épisodes | Jour et heure de diffusion                       | Début de saison             | Fin de saison               | Année     | Première                       | Finale                         | Moyenne                        |
| ------ | ----------------- | ------------------------------------------------ | --------------------------- | --------------------------- | --------- | ------------------------------ | ------------------------------ | ------------------------------ |
| 1      | 7                 | jeudi 22 h                                       | 5 avril 2012                | 17 mai 2012                 | 2011-2012 | 7,33                           | 7,33                           | 8,21                           |
| 2      | 22                | jeudi 22 h                                       | 27 septembre 2012           | 16 mai 2013                 | 2012-2013 | 6,74                           | 9,12                           | 8.46                           |
| 3      | 18                | jeudi 22 h                                       | 3 octobre 2013              | 17 avril 2014               | 2013-2014 | 10,52                          | 10,57                          | 12.00                          |
| 4      | 22                | jeudi 21 h                                       | 25 septembre 2014           | 14 mai 2015                 | 2014-2015 | 11,96                          | 8,08                           | 12.66                          |
| 5      | 21                | jeudi 21 h                                       | 24 septembre 2015           | 12 mai 2016                 | 2015-2016 | 10,25                          | 6,65                           | 10,68                          |
| 6      | 16                | jeudi 21 h                                       | 26 janvier 2017             | 18 mai 2017                 | 2016-2017 | 5,52                           | 5,23                           | 8,16                           |
| 7      | 18                | jeudi 21 h (ép. 1 à 15) jeudi 22 h (ép. 16 à 18) | 5 octobre 2017              | 19 avril 2018               | 2017-2018 | 5,52                           | 5,46                           | 4,83                           |

Le graphique qui aurait dû être présenté ici ne peut pas être affiché car il utilise l'ancienne extension Graph, désactivée pour des questions de sécurité. Des indications pour créer un nouveau graphique avec la nouvelle extension Chart sont disponibles ici.

#### Dans les pays francophones
En France, le lancement de la série a été suivi par 2,86 millions de téléspectateurs sur M6, soit 11,9 % sur les 4 ans et plus et un bon 20,2 % sur les ménagères de moins de 50 ans pour le premier épisode. En moyenne la première saison aura rassemblé 2,05 millions de téléspectateurs. Pour la seconde, cette moyenne s’élève à 1,95 million de téléspectateurs. La troisième saison a réuni en moyenne 1,10 million de téléspectateurs.
Sur Canal+, la quatrième saison a réuni pas plus de 200 000 abonnés.
En Belgique francophone, la série a rassemblé en moyenne 190 814 téléspectateurs, lors de la diffusion de la première saison avec 19,4 % de part de marché sur le public global, soit des résultats satisfaisant pour une série diffusée en seconde partie de soirée en période estivale.

#### Réception
Scandal fait partie des séries télévisées qui sont les plus commentées sur les réseaux sociaux, comme Twitter en faisant réagir 3,7 millions d'internautes lors du lancement de la troisième saison de la série.

### Distinctions

#### Récompenses
- NAACP Image Awards 2013 : 
  - meilleure série dramatique
  - meilleure actrice dans une série télévisée dramatique pour Kerry Washington
- Primetime Emmy Awards 2013 : meilleur acteur invité dans une série télévisée dramatique pour Dan Bucatinsky
- American Film Institute Awards 2013 : top 10 des meilleures séries télévisées de l'année
- BMI Film and TV Awards 2013 : meilleure musique pour la télévision pour Chad Fischer (en)
- NAACP Image Awards 2014 : 
  - meilleure série dramatique
  - meilleure actrice dans une série télévisée dramatique pour Kerry Washington
  - meilleur acteur dans un second rôle dans une série dramatique pour Joe Morton
- Gracie Awards 2014 (en) : meilleure série dramatique
- Primetime Emmy Awards 2014 : meilleur acteur invité dans une série dramatique pour Joe Morton
- Critics' Choice Television Awards 2014 : meilleure actrice dans un second rôle dans une série dramatique pour Bellamy Young
- BMI Film and TV Awards 2014 : meilleure musique pour la télévision pour Chad Fischer (en)
- NAACP Image Awards 2015 : meilleur acteur dans un second rôle dans une série dramatique pour Joe Morton et Khandi Alexander
- BMI Film and TV Awards 2015 : meilleure musique pour la télévision pour Chad Fischer (en)
- NAACP Image Awards 2016 : meilleur second rôle masculin dans une série dramatique pour Joe Morton
- BMI Film and TV Awards 2016 : meilleure musique pour la télévision pour Chad Fischer (en)
- BMI Film and TV Awards 2017 : meilleure musique pour la télévision pour Chad Fischer (en)
- NAACP Image Awards 2018 : meilleur second rôle masculin dans une série dramatique pour Joe Morton

#### Nominations
- ALMA Awards 2012 : meilleur acteur dans un second rôle dans une sérié télévisée pour Guillermo Díaz
- NAACP Image Awards 2013 : meilleur scénario d'un épisode dans une série dramatique pour Shonda Rhimes (épisode Sweet Baby)
- Primetime Emmy Awards 2013 : meilleure actrice dans une série télévisée dramatique pour Kerry Washington
- Gold Derby Awards 2013 : meilleure actrice dans une série dramatique pour Kerry Washington
- NAACP Image Awards 2014 : meilleur acteur dans un second rôle dans une série dramatique pour Columbus Short et Guillermo Díaz
- Primetime Emmy Awards 2014 : meilleure actrice dans une série télévisée dramatique pour Kerry Washington
- Primetime Creative Arts Emmy Awards 2014 : meilleure actrice invitée dans une série dramatique pour Kate Burton
- Critics' Choice Television Awards 2014 : meilleur invité dans une série dramatique pour Joe Morton
- Golden Globes 2014 : meilleure actrice dans une série dramatique pour Kerry Washington
- Screen Actors Guild Awards 2014 : meilleure actrice dans une série dramatique pour Kerry Washington
- BET Awards 2014 : meilleure actrice pour Kerry Washington
- Gold Derby Awards 2014 : 
  - meilleure actrice dans un second rôle dans une série télévisée dramatique pour Bellamy Young
  - meilleur acteur invité dans une série télévisée dramatique pour Dan Bucatinsky et Joe Morton
- GALECA: The Society of LGBTQ Entertainment Critics 2014 (Dorian Awards) : performance TV de l'année pour Kerry Washington
- Art Directors Guild Awards 2014 : Série contemporaine pour Lyn Paolo
- Prism Award 2015 : meilleure performance dans un épisode de série dramatique pour Tony Goldwyn
- NAACP Image Awards 2015 : 
  - meilleure série dramatique
  - meilleure actrice dans une série télévisée dramatique pour Kerry Washington
  - meilleur acteur dans un second rôle dans une sérié télévisée pour Guillermo Díaz
  - meilleur scénariste dans une série télévisée dramatique pour Zahir McGhee (épisode Mama Said Knock You Out )
- People's Choice Awards 2015 : série dramatique préférée
- Primetime Emmy Awards 2015 : meilleure actrice dans un second rôle pour Khandi Alexander
- Teen Choice Awards 2015 : meilleure actrice dans une série dramatique pour Kerry Washington
- BET Awards 2015 : meilleure actrice pour Kerry Washington
- Art Directors Guild Awards 2015 : meilleur costumier dans une série contemporaine pour Lyn Paolo
- NAACP Image Awards 2016 : 
  - meilleure série dramatique
  - meilleure actrice dans une série télévisée dramatique pour Kerry Washington
  - meilleur acteur dans un second rôle dans une sérié télévisée pour Guillermo Díaz
- Teen Choice Awards 2016 : meilleure actrice dans une série dramatique pour Kerry Washington
- BET Awards 2016 : meilleure actrice pour Kerry Washington
- NAACP Image Awards 2017 : 
  - meilleure actrice dans une série dramatique pour Kerry Washington
  - meilleur second rôle masculin dans une série dramatique pour Joe Morton
- Black Reel Awards 2017 : 
  - meilleur acteur dans un second rôle dans une sérié dramatique pour Joe Morton
  - meilleure actrice invitée dans une série dramatique Khandi Alexander
- NAACP Image Awards 2018 : meilleure actrice dans une série dramatique pour Kerry Washington
- Black Reel Awards 2018 : 
  - meilleure actrice dans une série dramatique pour Kerry Washington
  - meilleur acteur dans un second rôle pour Joe Morton
  - meilleure réalisation pour une série dramatique pour Kerry Washington (épisode The People v. Olivia Pope)
  - meilleure réalisation pour une série dramatique pour Joe Morton (épisode People Like Me)
- Gold Derby Awards 2018 : meilleure actrice invitée dans une série télévisée dramatique pour Viola Davis
- Primetime Creative Arts Emmy Awards 2018 : meilleure actrice invitée dans une série télévisée dramatique pour Viola Davis (épisode Allow Me To Reintroduce Myself)
- NAACP Image Awards 2019 : meilleur second rôle masculin dans une série dramatique pour Joe Morton

## Produits dérivés

### Sorties en DVD
| Intitulé du coffret | Nombre d'épisodes | Dates de sortie     | Dates de sortie  | Dates de sortie    | Nombre de disques | Société de distribution |
| Intitulé du coffret | Nombre d'épisodes | États-Unis (Zone 1) | France (Zone 2)  | Australie (Zone 4) | Nombre de disques | Société de distribution |
| ------------------- | ----------------- | ------------------- | ---------------- | ------------------ | ----------------- | ----------------------- |
| Scandal saison 1    | 7                 | 12 juin 2012        | 5 novembre 2014  | 16 novembre 2013   | 2                 | ABC Studios             |
| Scandal saison 2    | 22                | 3 septembre 2013    | 10 décembre 2014 | 5 mars 2014        | 5                 | ABC Studios             |
| Scandal saison 3    | 18                | 23 septembre 2014   | 3 septembre 2015 | 25 mars 2015       | 4                 | ABC Studios             |
| Scandal saison 4    | 22                | 11 août 2015        | 15 novembre 2016 | 17 août 2016       | 5                 | ABC Studios             |
| Scandal saison 5    | 21                | 23 août 2016        | 6 septembre 2017 | 1er mars 2017      | 6                 | ABC Studios             |
| Scandal saison 6    | 16                | indéterminées       | indéterminées    | indéterminées      | indéterminées     | ABC Studios             |